# 藍色列車 (南非)
藍色列車是南非一列來往比勒陀利亞與開普敦之間的列車，總長度約為1,600（990英里）。是目前世界上最豪華的觀光列車，提供管家服務、兩卡休息車廂（分別為吸煙區與非吸煙區）、一卡觀景車廂及帶有金色落地窗的車廂，車廂內鋪設了隔音地毯，而每間房間均配備浴室（其中許多都配有全尺寸浴缸）。營運商將其服務稱之為“宏偉動人的五星級酒店”，包括祖魯國王及歷任南非總統等政要都曾搭乘過。

## 歷史
藍色列車的起源可以追溯至1923年開始服務的聯盟公司（Union Limited）和聯盟快線（Union Express）列車，當時的乘客會在約翰內斯堡乘坐列車到開普敦，再轉乘前往英格蘭的船隻。在1933年及1939年，聯盟快線分別增設了餐廳與空調車廂。
在第二次世界大戰期間，列車服務曾一度中斷，其後於1946年重新投入服務。隨著列車再次服務，營運商參考了1937年推出的藍色鋼製車廂的別稱——“藍色列車”來作為路線的新名稱，其後更加正式採用此名稱。
1955年，開普敦與陶斯勒菲之間的路段開始使用3E級電力機車牽引。1959年，Wegmann & Co.製造了空調餐車車廂及廚房車廂。1972年9月，聯邦鐵路客貨車公司建造了兩列長16卡的車廂。1997年，藍色列車進行翻新及重新啟動。

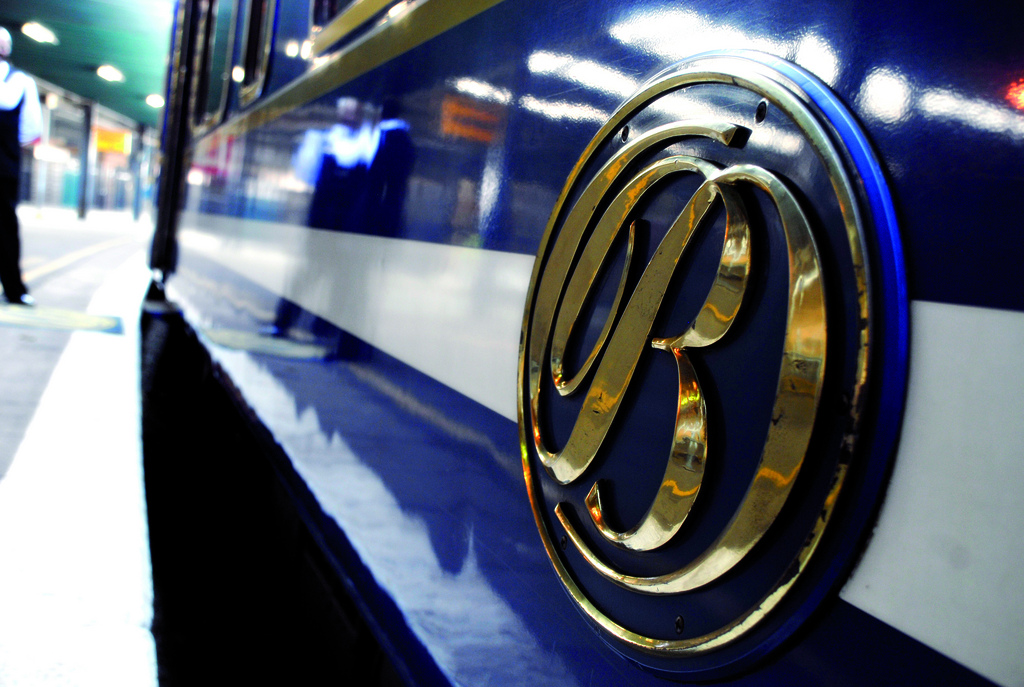
列車上的標誌
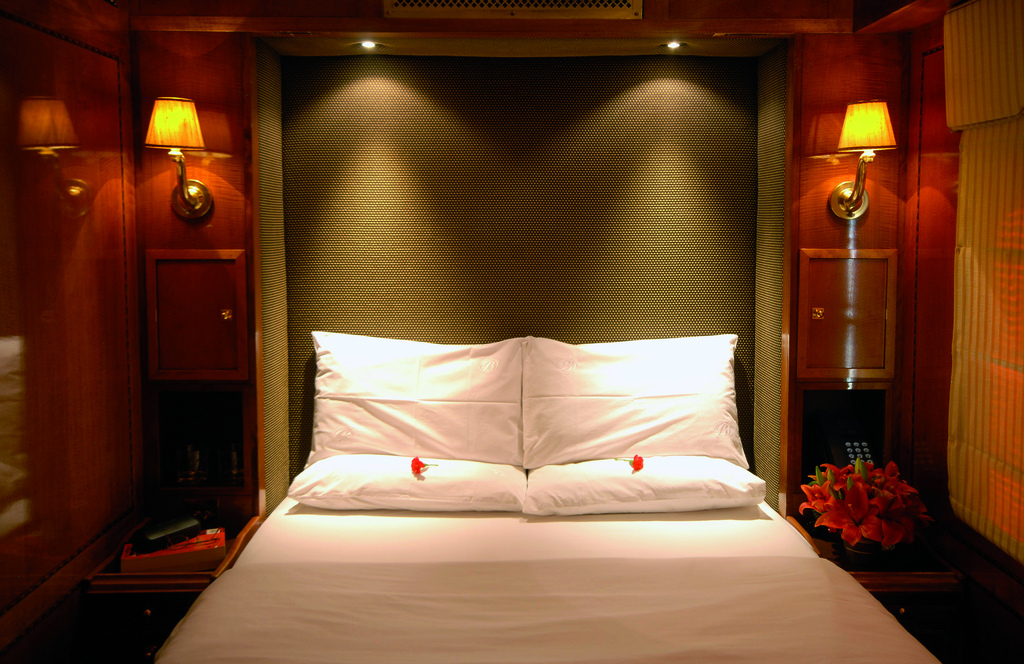
一間臥室
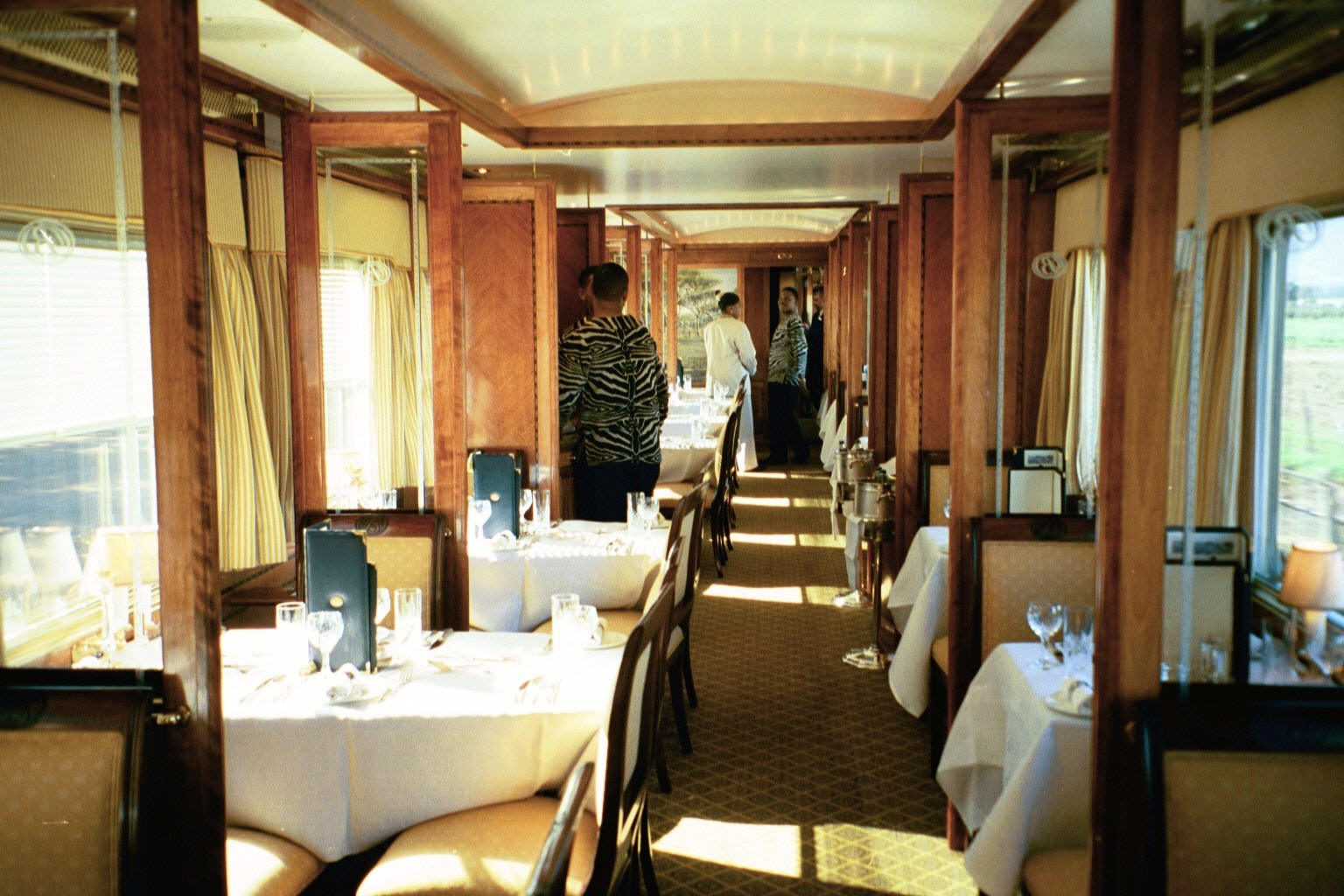
用餐車廂的內部
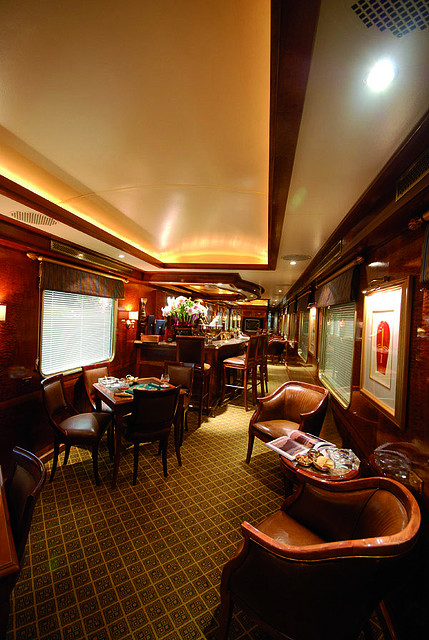
其中一卡休息車廂的內部
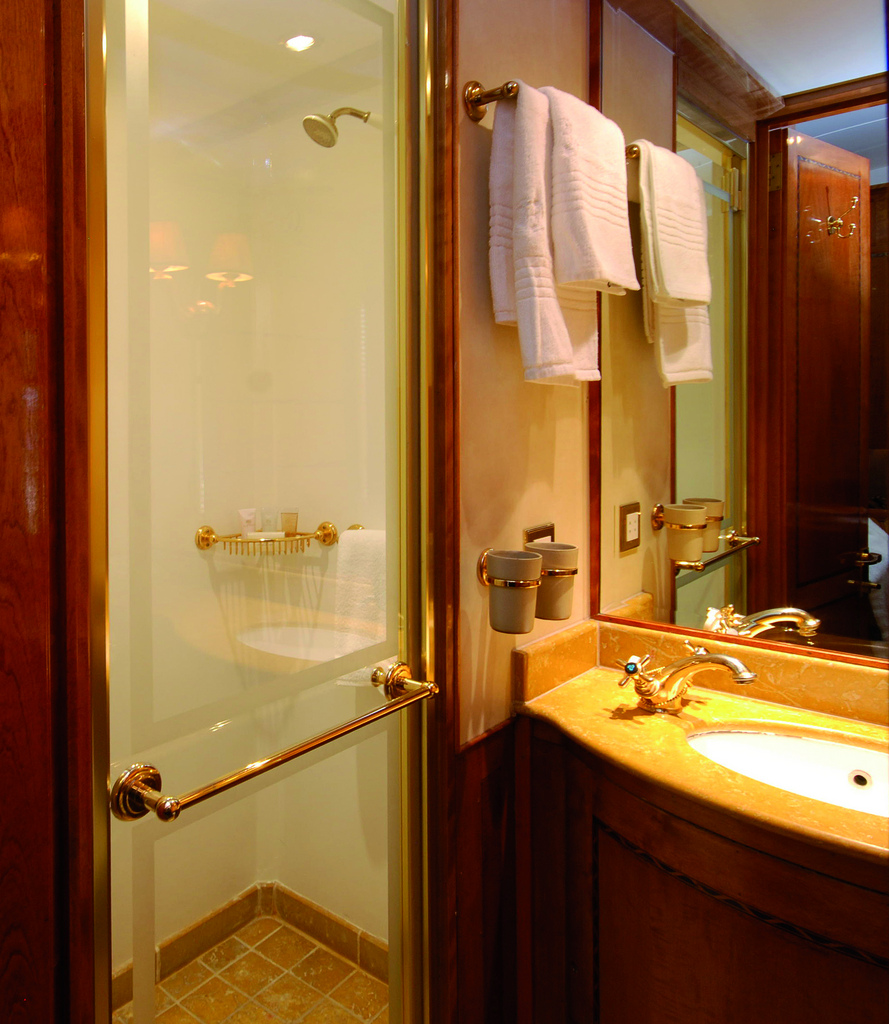
房間內的浴室

## 路線
在2002年之前，藍色列車營運著四條不同的路線：
- 主要的比勒陀利亞－開普敦服務
- 由開普敦至伊麗莎白港，風景秀麗的“花園大道”
- 前往克留格爾國家公園西邊的胡德斯普雷特
- 到津巴布韋的維多利亞瀑布

直至2004年，第三及第四條路線已經暫停營運，前者是由於缺乏資金援助，至於後者則是因為津巴布韋陷入經濟困境而導致鐵路費率不穩定所致的。截至2007年，比勒陀利亞－開普敦服務是唯一一條正常營運的路線；然而，藍色列車亦有提供特別旅行團前往德班或巴庫蓬叢林旅館，使得在路線上有所分別。
索索洛扎美爾是南非客運鐵路局的長途列車部門，在比勒陀利亞－開普敦與藍色列車共用同一路段。每天均各有一列索索洛扎美爾列車分別往南北方向行駛，但其服務並不是藍色列車的一部分。截至2009年，藍色列車由南非國家鐵路營運商德蘭斯尼特貨運鐵路轄下的一個部門——Luxrail營運。
列車以90每小時（56英里每小時）的速度行駛。

## 延伸閱讀
- Robbins, David; Corner, Steve. . London, New York, Johannesburg: Viking. 1993. ISBN 0670847402.
- Dodson, Nick. . Rail Enthusiast (Emap National Publications). November 1983: 51–55. ISSN 0262-561X. OCLC 49957965.

## 外部連結
- 官方网站